# ایستگاه قطار شهری انقلاب
ایستگاه قطار شهری انقلاب یکی از ایستگاه‌های خط ۱ متروی اصفهان است که در مرکز اصفهان و در امتداد خیابان چهارباغ در شمال زاینده‌رود واقع شده‌است. ایستگاه عملیاتی بعدی در ضلع شمالی ایستگاه امام حسین روبه‌روی رودخانه و در جنوب با ایستگاه سی و سه پل است.